# 米川正夫
米川 正夫（よねかわ まさお、1891年11月25日 - 1965年12月29日）は、日本のロシア文学者、翻訳家。

## 経歴
1891年、岡山県高梁町の質屋を営む家庭に四男として生まれ育つ。旧制高梁中学校（現：岡山県立高梁高校）時代にツルゲーネフ『片恋』（訳：二葉亭四迷）を愛読、ロシア語の道を志して、1909年、東京外国語学校（通称・外語／現・東京外国語大学）ロシヤ語本科に入学。翌年、級友の中村白葉などと共に雑誌『露西亜文学』を創刊し、この雑誌で翻訳を始める。1912年、東京外国語学校を首席で卒業。
卒業後、鉄道省の採用試験を受験するも失敗。しばらくフリーランスの翻訳や来日ロシア人の通訳で生計を立てた。1912年8月、三菱に入社し、長崎支店に勤務。同年11月から旭川第七師団のロシア語教師として北海道に赴任する。ドストエーフスキイ「白痴」翻訳に着手、1914年、処女出版として新潮文庫（第1次）から刊行開始（1917年に第1次新潮文庫の刊行が途絶したため「白痴」も第4巻で途絶した）。1916年に第七師団を辞任、同年の大晦日に上京。
1917年、大蔵省に入省。10月に朝鮮からシベリア経由で渡露し、ペトログラードに駐在。その地で十月革命に遭遇した。1918年、ロシア国内戦の拡大に伴う生活危機により帰国。同年6月に大蔵省を退職し、横浜のロシア領事館に通訳として勤務。同年10月にロシア領事館を退職し、翌月からシベリア購買組合の神戸支店に勤務。神戸で2年間を過ごす。
1920年12月、陸軍大学校のロシア語教官として勤務するため、東京に戻る。1927年、十月革命十周年を迎えたソ連から招待を受け、同年10月、ソ連になってからは初めての訪問を果たす。1929年～31年、盟友・白葉と企画した『トルストイ全集』を岩波書店から刊行。1934年から明治大学でも講師を務めた（1939年まで）。1935年『罪と罰』を翻訳（三笠書房刊）し、ドストエーフスキイの後期5大長編（他4編は『白痴』『悪霊』『未成年』『カラマーゾフの兄弟』）をすべて訳了。
1941年、ショーロホフ『静かなドン』の翻訳発表の可否について内務省検閲課に相談したことが問題視され、4月「依願退官」の形で陸軍大学校教授を事実上解雇される。その約1ヵ月後、かつて自宅に下宿させていた青年ミハイル・コーガンが麻雀賭博罪で逮捕されたため、その巻き添えにより米川もまた同罪で逮捕された上、ソ連のスパイ容疑者として警視庁原宿署の取調べを受けるも11日間で釈放された。同年、河出書房から個人訳『ドストエーフスキイ全集』（第1次）を刊行し始めるも、紙不足や情報局の統制のため、1943年、第4巻をもって刊行中止となる。
1943年、善隣外事専門学校にロシア語講師として勤務。翌年夏、胃潰瘍の診断を受け、自宅療養しながら仕事を続けた。1945年3月、空襲を逃れて東京西荻窪の自宅から北軽井沢の別荘に疎開。太平洋戦争敗戦後、同年暮から東京に戻る。
1946年4月、10年ぶりに再建された早稲田大学文学部露文科に岡沢秀虎教授の懇望で迎えられ、講師に就任（同月、善隣外事専門学校を辞職）。1948年、吐血する事態となり手術を受け、胃の3分の2を切除した。1951年、早大文学部教授に昇進。1953年、国際ペンクラブ大会に出席するためヨーロッパを歴訪し、ソ連も再訪した。戦後の翻訳としては、1946年12月～52年、個人全訳で創元社『トルストイ全集』（全23巻）を刊行。51年～53年、41年から心血を注いできた河出書房版・個人全訳『ドストエーフスキイ全集』全18巻（第3次）刊行。ようやく完結にこぎつけた。
1961年・1962年にもソ連を訪問。1962年、早稲田大学を定年退官した。1964年、食道癌と診断され、1965年12月に死去した。享年74。
米川は『ドストエーフスキイ全集』完結後も全集の追補とするべく、未訳資料の翻訳を進めており、最後の入院中も原書を離さず、「罪と罰」創作ノートの翻訳が遺稿となった。1966年1月の葬儀を葬儀委員長として取り仕切ったのは、終生の友・中村白葉であった。

## 受賞・栄典
- 1953年：同全集の翻訳で読売文学賞を受賞[4]。

## 研究内容・業績
翻訳者として最初期から終生関わり続けたドストエーフスキイをはじめ、トルストイなど、19世紀から20世紀にわたる膨大なロシア・ソビエト文学を翻訳、翻訳界において同時代に活躍した白葉や原久一郎（原を含め3人とも外語出身者）と並び称され、近代日本におけるロシア文学受容史に欠かせない人物の一人である。

### 米川とドストエーフスキイ
先述通り、米川の翻訳処女出版は1914年、ドストエーフスキイ『白痴』であり、その後『カラマーゾフの兄弟』『悪霊』『未成年』と翻訳を進め、1935年『罪と罰』を翻訳して、ドストエーフスキイ後期5大長編をすべて訳了する。上記の『罪と罰』は三笠書房で企画されたドストエーフスキイ全集に翻訳陣の一人として招かれた際に担当して新訳したものであったが、1941年、陸大退官後の米川は次の仕事を必要としたことと、翻訳に専念する時間をとれるようにもなったことなどから、個人全訳での『ドストエーフスキイ全集』翻訳を企画、岩波書店に企画をもちこみ、出版契約がまとまる。だが戦時体制が強化される中、全集出版のための用紙が確保できず、計画は中止せざるをえなくなった。しかしほぼ時を経ずして、計画の頓挫を聞きつけた河出書房が版元に名乗りをあげ（社長・河出孝雄自らが出版させてほしいと米川に申し入れたという）、新たに河出書房と契約を締結する。こうして全30巻（別巻1）の予定で、同年12月、全集刊行が開始される。この全集のために米川は『貧しき人々』『虐げられし人々』などを新訳している。しかし1943年、戦意昂揚の出版物刊行が最優先される状況下で全集刊行の続行は困難となり、13冊を刊行した時点で出版計画は中止が決定される。ただ米川は、刊行途絶の後も個人的に『作家の日記』翻訳を続けており、再起しての全集完成に向けた彼の情熱を窺い知れる。『作家の日記』翻訳は北軽井沢での疎開生活でも続けられて、終戦を迎えた。
『作家の日記』を米川がほぼ訳了した1945年10月、河出書房が戦後版全集の刊行を申し入れ、翌46年6月、米川2度目のドストエーフスキイ全集の刊行が開始される。戦後の深刻な物資不足は紙も例外ではなく、終戦後爆発的に高まった書籍需要への対応が追いつかない状態で、米川版第2全集も初回版と比べて1冊あたり約半分の厚さ、また紙質もかなり質を落としての刊行を余儀なくされ、全50巻予定で刊行が始まっていた。この全集の際に米川はドストエーフスキイの全創作作品を訳了、刊行を果たした。ただし発刊当初は好評に推移していた売行きも、刊行が長期化する中、物資不足が立ち直りをみせ、1950年代に入って用紙、造本ともに上質な書籍が増加したことで、第2全集は採算が覚束なくなり、43冊を刊行した時点で、「書簡集」などを残して1951年4月にまたも続刊中止のやむなきに至った。
しかし河出書房も同年のうちにすぐさま新全集を企画、上質紙を確保、豪華な装幀に変更して、1951年8月、改めて米川個人全訳による第3次ドストエーフスキイ全集を刊行開始する。今回は1巻あたりのページ数を第2全集の倍以上に増やして全18巻での企画であり、1953年9月に完結。戦前からの米川の執念が漸く結実し、それまでの翻訳人生の集大成をここで一旦果たすこととなった。

## 人物・交遊関係
多趣味であり、異母長姉・貞(米川暉寿)に中学時代から琴の手ほどきを受け（別項の通り兄弟には筝曲家が多い）、筝曲演奏を趣味とした。三味線（三絃）、尺八も嗜み、1938年から同郷の内田百閒と共に素人の琴三絃の会「桑原会」（そうげんかい）を主宰した。この会には顧問として妹・文子と宮城道雄がおり、会員として葛原しげる、田辺尚雄、渥美清太郎、藤田俊一、大倉喜七郎、徳川義親、町田嘉章などがいた（1950年目白・徳川義親邸内小講堂での演奏会が最後）。能・謡曲も玄人はだしで、これら古典芸能に幅広く精通、他に麻雀も終生の趣味であり、翻訳で一時代を築く一方、余暇には幅広い趣味を楽しんだ人物でもあった。

## 家族・親族
- 異母長姉：米川暉寿[8]（てるじゅ）は箏曲家。
  - 異母長姉・貞は暉寿（てるじゅ）の芸名を名乗る盲目の筝曲家。
- 次兄：米川親敏（のち米川琴翁と改名）も箏曲家。親敏の娘の米川敏子も箏曲家で人間国宝。敏子の娘の米川裕枝も箏曲家で、二代目米川敏子となった。親敏の息子の恭男（のち二代目米川親敏となる）も箏曲家。
- 末妹の米川文子も箏曲家で人間国宝。三兄である清の娘の米川操（のち二代目米川文子となる）も箏曲家で人間国宝である。
- 前妻：米川蔦子
  - 1915年、従妹の蔦子夫人と結婚。のち5人の息子をもうけるが、1923年に次男、1930年に長男が病気で夭逝、1940年には夫人も病死している。夫人の死の翌年の41年、後半生の伴侶となった15歳下の隆（多佳子）夫人を後妻に迎えている（隆夫人も前夫が病没しており、再婚同士であった）。
- 後妻：米川多佳子（1906－87）は、東京女子高等師範学校を卒業。戦後、永福町の米川宅に若い知識人が集まり、「米川サロン」の風情があったという[9]。
- 三男：米川哲夫（1925年-2020年）は東京外国語学校露語科を経て東京大学史学科卒、ロシア文学者・ロシア近代史家で東京大学名誉教授。
- 四男：米川和夫（1929年-1982年）は善隣外事専門学校露語科を経て早大露文卒、ロシア文学者・ポーランド文学者で明治大学教授。
- 五男の米川良夫（1931年-2006年）は早大仏文卒、イタリア文学者で國學院大學教授を務めた。

```
　　　　　　　　　　　　　　　
　　　　　　　　　　　（先妻）
　　　　　　　　　　　　　┃
　　　　　　　　　　　　　┃　　┏貞（暉寿）
　　　　　　　　　　　　　┣━━┫　　　
　　　　　　　　　　　　　┃　　┗駒　　
　　　　　　　　　　　　　┃　　
　　　　　　　　　　米川常太郎　┏菊枝
　　　　　　　　　　　　　┃　　┃　　
　　　　　　　　　　　　　┃　　┣速水
　　　　　　　　　　　　　┃　　┃　　　　　　　　　┏━敏子━━━裕枝（二代目敏子）　　
　　　　　　　　　　　　　┣━━╋親敏（のち琴翁）━┫　　　　
　　　　　　　　　　　　　┃　　┃　　　　　　　　　┗━恭男（二代目親敏）
　　　　　　　　　　　　　┃　　┣竹恵（7歳で早世）
　　　　　　　　　　　　　┃　　┃
　　　　　　　　　　　　利喜 　 ┣清━━━━操（二代目文子）　
　　　　　　　　　　　　　　　　┃　
　　　　　　　　　　　　　　　　┃　　　　┏常夫（15歳で早世）
　　　　　　　　　　　　　　　　┃　　　　┃
　　　　　　　　　　　　　　　　┃　　　　┣文男（2歳で早世）
　　　　　　　　　　            ┃  　　　┃　
　　　　　　　　　　　　        ┣正夫━━╋哲夫 　　　　　　
　　　　　　　　　　　　　　　　┃　　　　┃　
　　　　　　　　　　　　　　　　┃　　　　┣和夫 　
　　　　　　　　　　　　　　　　┃　　　　┃
　　　　　　　　　　　　　　　　┃　　　　┗良夫
　　　　　　　　　　　　　　　　┃　
　　　　　　　　　　　　　　　　┗文子（初代）　　　　　　　　　　　　　　　　　　

```

## 訳書
- ドストエフスキー『白痴』新潮文庫、1914、のち岩波文庫 全4巻 改版全2巻
- レフ・トルストイ『戦争と平和』昇曙夢共訳、新潮社、1915-16、岩波書店 1925-26、のち岩波文庫全4巻
- ドストエフスキー『カラマーゾフの兄弟』新潮社、1917-18、のち岩波文庫全4巻
- メレジュコーフスキイ『基督と反基督』新潮社、1921-22
- メレジュコーフスキイ『パーヴェル一世』叢文閣 1921
- プーシュキン『エヴゲーニー・オネーギン』叢文閣 1921
- アレクセイ・トルストイ『村の悲劇』世界思潮研究会, 1922
- レフ・トルストイ『悲恋の曲－クロイツェル・ソナタ』1922、のち岩波文庫
- 『最後の一線 アルツイバアシエフ全集』精芸社 1922
- アンドレェエフ『イスカリオテのユダ』新潮社 1924
- 『トルストイ戯曲全集』岩波書店 1924
- 『労農露西亜小説集金星堂 1925
- 『チエーホフ戯曲全集』岩波書店 1926
- レフ・ルンツ『真理の町』原始社 1926
- チェーホフ『桜の園』岩波文庫、1927、のち角川文庫
- イヴァン・ツルゲーネフ『父と子・処女地』新潮社、1927 のち文庫
- レフ・トルストイ『闇の力』岩波文庫、1927
- レフ・トルストイ『生ける屍』岩波文庫、1927、復刊1993、2016
- レフ・トルストイ『イワン・イリッチの死』岩波文庫、1928
- ニコライ・ゴーゴリ『検察官』岩波文庫、1928
- レフ・トルストイ『結婚の幸福』岩波文庫、1928
- レフ・トルストイ『光あるうち光の中を歩め』岩波文庫、1928
- マクシム・ゴーリキー『アルタモーノフ一家』改造社、1929
- レフ・トルストイ『幼年時代』トルストイ全集、岩波書店、1930 のち岩波文庫
- レフ・トルストイ『人は何で生きるか 民話集』同、1930 のち角川文庫
- ピリニヤーク『北極海の記録』春陽堂 1932
- ピリニヤーク『消されない月の話』春陽堂 1932
- レフ・トルストイ『少年時代』岩波文庫 1932
- ツルゲーネフ『初恋』 岩波文庫 1933
- ドストエフスキー『未成年』春陽堂、1932-33、のち岩波文庫全3巻
- ドストエフスキー『悪霊』岩波文庫 全2巻、1934
- メレジユコーフスキイ『神々の復活 レオナルド・ダ・ヴィンチ』全4冊 岩波文庫、1935、新版・河出書房新社 上下、1987
- ミハイル・ショーロホフ『開かれた処女地』三笠書房、1935
- プウシキン『ドン・フアン 石の客』版画荘、1935
- ドストエフスキー『罪と罰』三笠書房、1935　のち各・全2巻、新潮文庫（改版）、角川文庫（改版2008）
- メレジュコーフスキイ『神々の死』新潮文庫、1936、新版「背教者ユリアヌス　神々の死」河出書房新社、1986
- ドストエフスキー『未成年・地下生活者の手記』「全集」三笠書房、1936
- 『その前夜・ファウスト ツルゲーネフ全集』六芸社、1936
- 『猟人日記 ツルゲーネフ全集』六芸社、1937
- ドストエーフスキイ『永遠の夫』新潮文庫、1938、のち改版
- ツルゲーネフ『ルーヂン』新潮文庫、1939
- トルストイ『青年時代』岩波文庫 1939、のち創元社
- ヴォドピヤーノフ『北極飛行』岩波新書 1939
- トルストイ『コサック・襲撃』冨山房百科文庫 1940
- K.バヂーギン『北氷洋漂流記』改造社 1941
- トルストイ『セヴァストーポリ物語』冨山房 1941
- アルダーノフ『第十交響楽』興風館 1942
- メレジコーフスキイ『ナポレオン』東晃社 1944
- ヴレンチン・カターエフ『孤帆は白む』七星書院 1946
- ドストエーフスキイ『死の家の記録』「全集」河出書房 1946
- クープリン、ガセンコ『犬の幸福 動物物語』河出書房 1946
- ドストエフスキー『作家の日記』全6巻、河出書房 1947、岩波文庫 1959、復刊1991
- アレクサンドル・グリボエードフ『智慧の悲しみ』出光書店 1947
- アルツイバーシェフ『或る平手打の話』弘文堂書房 1947
- 『トルストイ読本』富士出版、1947
- レスコフ『魅せられたる旅人』穂高書房、1948
- ゴーゴリ『狂人日記』世界文学社、1948
- ゴンチャロフ『オブローモフ』岩波文庫 全3巻、1947-48、のち改版
- ツルゲーネフ『貴族の巣』共和出版社、1947　のち角川文庫
- ツルゲーネフ『あひびき・初恋』思索社・思索選書、1948　のち岩波文庫
- トルストイ『イヴァンの馬鹿　民話集』創元社、1950　のち角川文庫
- トルストイ『復活』角川文庫、1950-51。「世界文学全集」で多く再刊
- トルストイ『わが懺悔』創元社、1951
- レスコフ『封印された天使』新潮文庫 1952
- ツルゲーネフ『片恋・ファウスト』新潮文庫 1952、改版1995
- チェーホフ『イワーノフ』角川文庫 1954、復刊1990
- レオーノフ『ロシヤの森』岩波書店 1955
- イリヤ・エレンブルグ『雪どけ』角川文庫 1957
- ミハイル・ショーロホフ『人間の運命』漆原隆子共訳 角川文庫 1960、改版2008
- 『ロシア民話集　アファナーシエフ民話集4・5』古典文庫・現代思潮社、新版1977。他は中村白葉訳
- 『ドストエフスキイ前期短篇集』福武文庫 1987
- 『ドストエフスキイ後期短篇集』福武文庫 1987
※米川訳のドストエフスキーおよびトルストイほか著名作は「グーテンベルク21」や「青空文庫」[10]ほか、大半が電子書籍で再刊

### 著書
- 『ペートル』三省堂 1932
- 『ロシア文学思潮』三省堂 1932
- 『酒・音楽・思出』河出書房 1940
- 編『簡易露語教程』三省堂 1940
- 『ロシヤ文学点描』穂高書房 1947
- 『ロシヤ文学史』穂高書房 1947 / 角川文庫 1954 改版1970
- 『トルストイの文学』実業之日本社・教養叢書 1951
- 『ドストエーフスキイ入門』河出書房・市民文庫 1951
- 『ソヴェート紀行』角川書店 1954
- 『ドストエーフスキイ研究』河出書房 1956
- 『鈍・根・才－米川正夫自伝』河出書房新社 1962
  - 新版「人間の記録49」日本図書センター 1997